# Anne-Clélia Salomon
Anne-Clélia Salomon est une comédienne, metteuse en scène et autrice. Elle fonde en 2021 et dirige le festival « Dans le Jardin ou Ailleurs » à Lurcy-Lévy.

## Biographie
Anne-Clélia Salomon est la petite-fille de l'historien Jean Bayet, et la fille de l'historienne des sciences Claire Salomon-Bayet et de l'historien des sciences Jean-Jacques Salomon.
Anne-Clélia Salomon suit les cours de l'Entrée des artistes (EDA) sous la direction d’Yves Pignot, puis intègre le Conservatoire national supérieur d’art dramatique (promotion 1986). Au théâtre, elle joue sous la direction de Claudia Morin, de Pierre Philippe, de Jean Mercure, de Daniel Mesguich, de Daniel Berlioux, d’Yves Pignot, de Jean-Claude Fall, de Jean-Luc Revol, de Sotha. À l'écran, elle joue pour Sotha, Jacques Bral, Mona Achache et Robin Campillo. En tant qu'autrice, elle adapte pour le théâtre des pièces d’Arthur Schnitzler, de Pierre Louÿs et d'André Maurois.
Elle travaille pendant plus de sept ans comme rédactrice et voix de la chaîne de télévision Planète. Elle enseigne également la littérature en collège, le théâtre dans un centre de réinsertion et des écoles, le théâtre et la communication orale à l’Université de Paris-III et de Paris-VIII. En 2021, elle lance à Lurcy-Lévy le festival Dans le Jardin ou Ailleurs.

## Rôles

### À l'écran
- 1987 : Tant pis si je meurs, de Sotha : Madeleine Russel[8]
- 1993 : Antoine Rives, le juge du terrorisme, de Philippe Lefebvre & Gilles Behat (série télévisée) : Sabine Orlando
- 1993 : Mauvais garçon, de Jacques Bral : l'ouvreuse[9]
- 2012 : Bankable, de Mona Achache (téléfilm) : la caissière du supermarché[10]
- 2013 : Eastern Boys, de Robin Campillo : une amie de Daniel[11]

### À la scène
- 1984 : La mère confidente, de Marivaux, mise en scène de Claudia Morin[12]
- 1984 : Salle obscure, mise en scène de Pierre Philippe. Théâtre du Rond-Point, Paris[12]
- 1985 : Volpone, de Jules Romains et Stefan Zweig, mise en scène de Jean Mercure [12]
- 1985 : Les poissons de Clarisse, d’après Clarisse Lispector, mise en scène de Daniel Mesguich
- 1986 : Mademoiselle Else, d’Arthur Schnitzler, mise en scène de Daniel Berlioux
- 1986 : Hamlet, de William Shakespeare, mise en scène de Daniel Mesguich. Rôle : Ophélie. Théâtre Gérard-Philipe, Saint-Denis[12]
- 1988 : Un dimanche à Poissy, d’après Les dialogues de courtisanes de Pierre Louÿs, mise en scène de Daniel Berlioux[13]
- 1988 : Mère courage, de Bertold Brecht, mise en scène d’Yves Pignot
- 1990 : Fous de Tchekov, adaptation autour des Trois sœurs et d’Oncle Vania d’Anton Tchekov, mise en scène de Jean-Claude Fall [12]
- 2007 : Le préjugé vaincu de Marivaux, mise en scène de Jean-Luc Revol[12]
- 2013 : Les fous du IV bis, de Sotha et Philippe Rony, mise en scène de Sotha. Café de la Gare, Paris
- 2013 : Noces de sang, de Federico Garcia Lorca, adaptée par Charlotte Escamez, mise en scène de William Mesguich[14]
- 2014 : Langue morte, de Charlotte Escamez, mise en scène de William Mesguich[12]
- 2017 : No Woman’s Land, d’Odile Roire, mise en scène d’Odile Roire. Le magasin, Malakoff[15]
- 2018 : « À vendre » & « Hautot, père et fils », contes et nouvelles de Maupassant. Théâtre du Nord Ouest, Paris
- 2022 : Grand-peur et misère du IIIe Reich (Partie 1. La grande parade. La femme juive), d’après Bertolt Brecht, mise en scène de Yves Pignot
- 2023 : La cerisaie, d’Anton Tchekov, mise en scène d'Anne-Clélia Salomon[16]
- 2024 : La mélodie sans les paroles, de Catherine Benhamou (avec Jean-Pierre Becker, Barbara Chaulet, Ariane Dumont-Lewi, Alain Payen, Charlotte Ruby)[17]

## Mises en scène
- 2021: Un homme c'est merveilleux, d'après Cet animal étrange de Gabriel Arrout, avec Julie Ravix. Festival Dans le Jardin ou Ailleurs
- 2023 : La cerisaie, d’Anton Tchekov. Festival Dans le Jardin ou Ailleurs[16]

## Adaptations théâtrales
- 1986 : Mademoiselle Else, d’Arthur Schnitzler
- 1988 : Un dimanche à Poissy, d’après Les dialogues de courtisanes de Pierre Louÿs
- Le pays des 36 000 volontés, d’après André Maurois